# Swill
Swill è il primo album studio del gruppo pop punk statunitense Ten Foot Pole, pubblicato il 19 novembre 1993 sull'etichetta della band, la Ten Foot Records.

## Tracce
1. People Like You - 2:06
2. Skywalker - 2:17
3. Pete's Shoes - 2:32
4. Life - 3:25
5. Home - 2:43
6. Ultimatum - 3:04
7. Forward - 1:39
8. Third World Girl - 3:36
9. Pete's Underwear - 1:32
10. School - 1:55
11. Man In The Corner - 2:26
12. Racer X - 2:43
13. Joy to the World (Hoyt Axton) - 3:05

## Formazione
- Scott Radinsky - voce
- Dennis Jagard - chitarra
- Steve Von Treetrunk - chitarra
- Pete Newbury - basso
- Jordan Burns - batteria